# Multiple Module
Multiple Module (auch Multimind genannt) ist ein Konzept des menschlichen Geistes, das dessen scheinbar monolithische Struktur einer Revision unterzieht. Stattdessen wird der Geist als Ansammlung teilweise selbständiger Module aufgefasst. Obwohl diese zentral organisiert sind, arbeiten sie häufig auf sich gestellt.

## Der vielfache Geist
Der Geist besteht nach diesem Konzept aus mehreren einzelnen Modulen, sogenannten multiplen Modulen, von denen jedes in einem bestimmten Wissens- und Handlungsbereich arbeitet oder eine bestimmte Art von Input analysiert. Die Anzahl dieser Unterabteilungen des Geistes ist unvorstellbar groß, und ihre Arbeitsweisen sind vielfältig. Die Module haben begrenzte, spezifische Aufgabenbereiche. Dadurch arbeiten sie relativ automatisch und verlieren bei der Informationsverarbeitung wenig Zeit. Die Module werden automatisch und unbewusst aktiviert, um auf eine bestimmte Reizsituation zu reagieren. Ihre Tätigkeit lässt sich nur schwer oder gar nicht verhindern.
Diese neuralen Strukturen zur Informationsverarbeitung wurden vom Menschen im Laufe der Evolution erworben, einige davon hat der Mensch mit den Tieren gemeinsam. Die Tätigkeit dieser Mechanismen erfolgt weitgehend autonom. Jeder Mechanismus operiert nach seinen eigenen Prinzipien. Er wird von den anderen Modulen nicht für deren Zwecke verwendet.

## Exekutive Prozessoren
Daneben bestehen bereichsneutrale Systeme, die als zentrale exekutive Prozessoren wirken. Sie integrieren die Botschaften der Module, koordinieren diese und steuern bewusste und geplante Handlungen. Das Bewusstsein hat aber nicht gleichzeitig zu allen Modulen Zugang. Es kann sich zur gleichen Zeit nur auf einige wenige Punkte konzentrieren.